# Kruszyniany
Kruszyniany [kruʂɨˈɲanɨ] est un village polonais de la gmina de Krynki dans le powiat de Sokółka et dans la voïvodie de Podlachie. Le village compte approximativement 160 habitants. C'est un des derniers villages tatars du powiat de Sokółka.
Le second est Bohoniki. Ce sont des minorités Tatars baltiques qui constituent encore une partie de la population. Ces villages sont situés en Pologne à proximité des frontières avec la Biélorussie et la Lituanie où ont eu lieu des incidents avec les migrants venant de Biélorussie lors de la Crise frontalière de 2021 entre la Biélorussie et l'Union européenne.

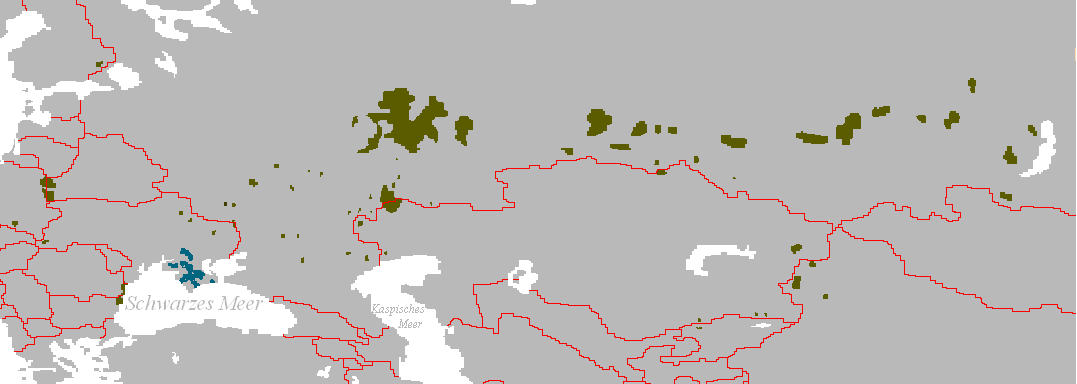
répartition des Tatars en Europe

## Curiosités
- La mosquée en bois du XVIIIe siècle est une des plus anciennes de Pologne elle fut restaurée sous le numéro A-62, en novembre 1960.
- Le cimetière musulman tatare du XVIIe siècle fut restauré sous le n° A-63, en décembre 1986[1].

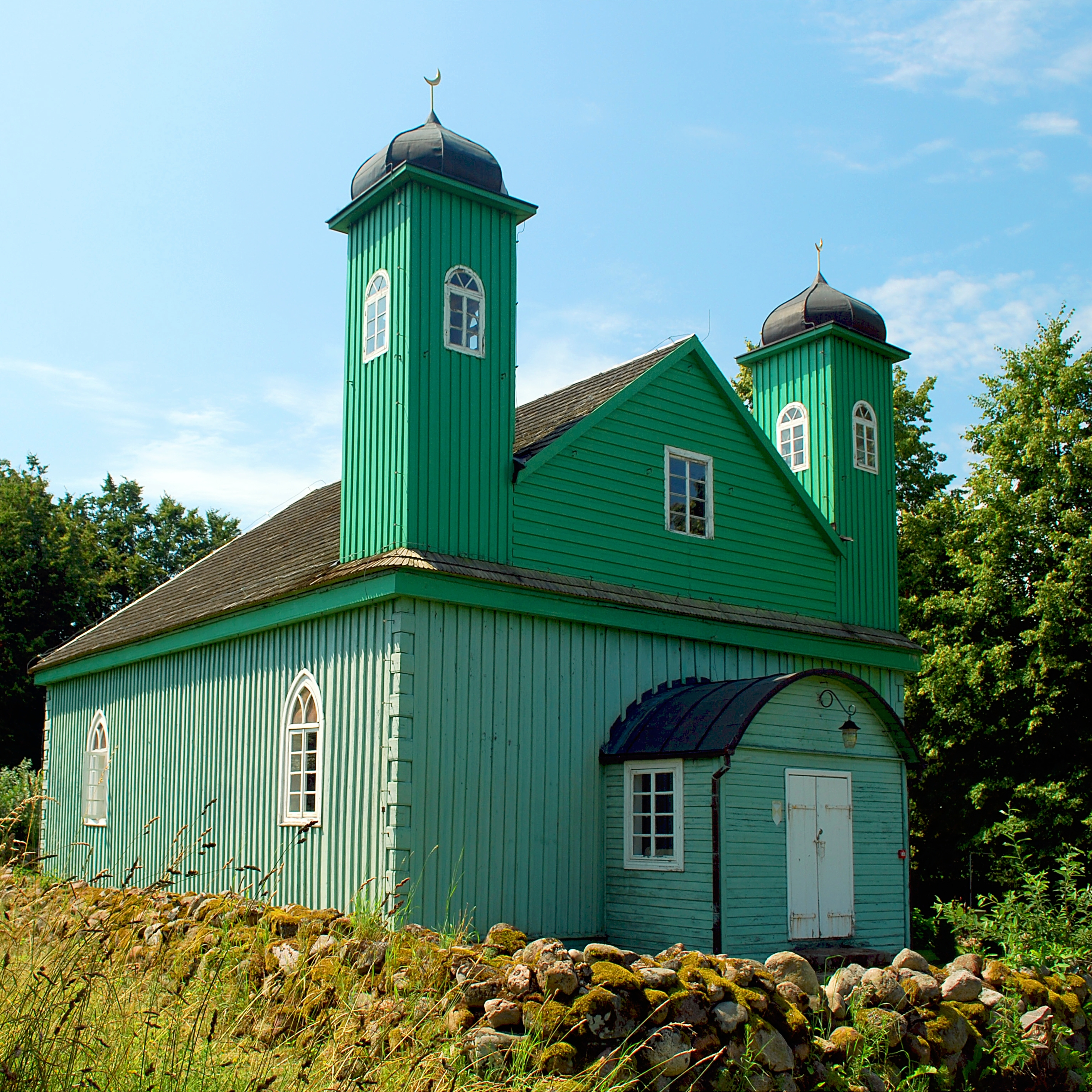
Mosquée en bois à Kruszyniany
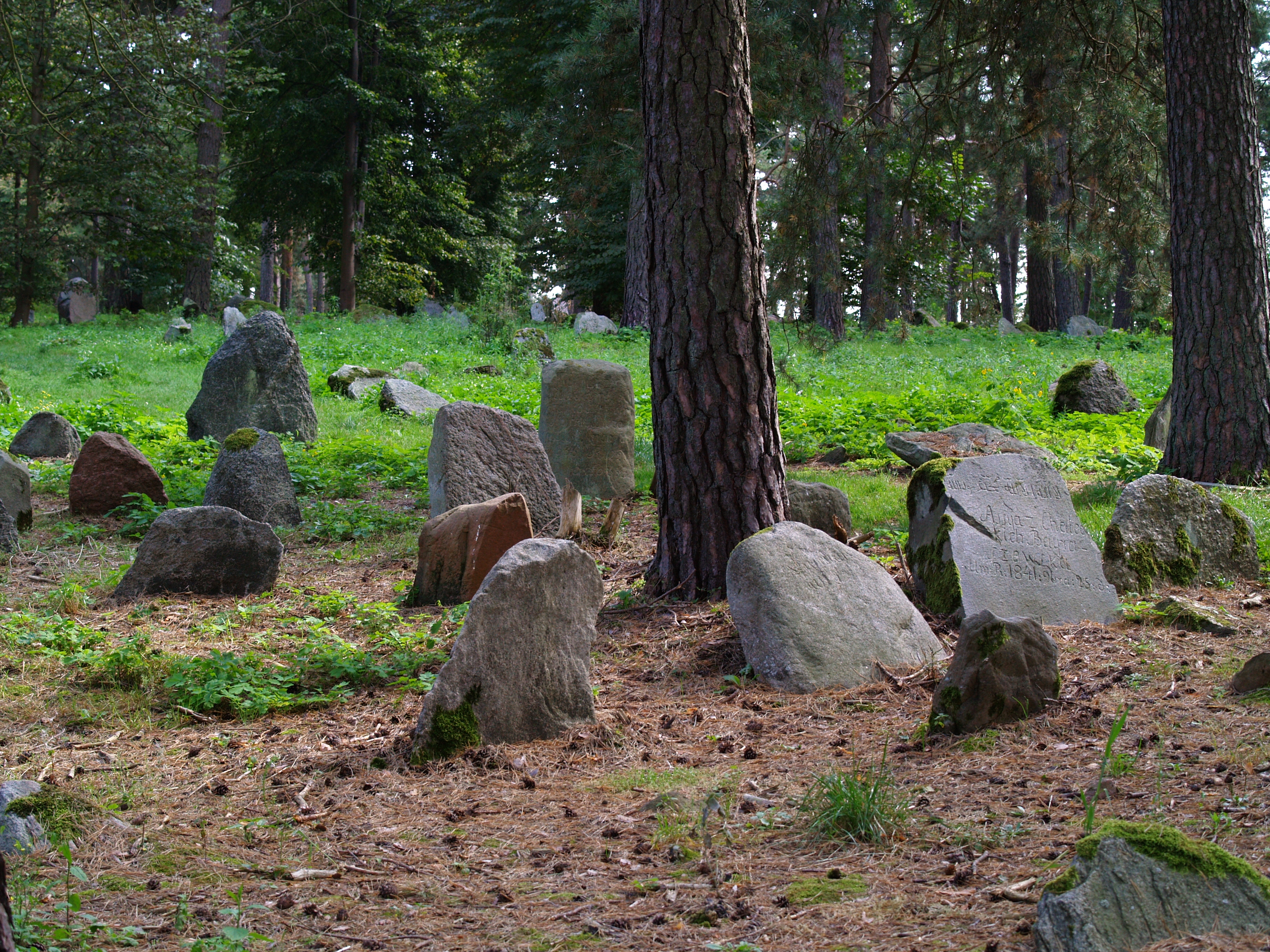
Cimetière tatare à Kruszyniany